# Heloderma suspectum
Heloderma suspectum este un reprezentant veninos al familiei de șopârle Heloderma. Aceste reptile trăiesc în regiuni deșertice precum Sonora care se află în sud-vestul Statelor Unite și nordul-vestul Mexicului. Șopârla mai este numită monstrul Gila, nume provenit de la Gila River. Genul Heloderma cuprinde și specia Heloderma horridum⁠(en)[traduceți], specie care trăiește în sudul Mexicului și al Guatemalei.  Aceste două specii sunt singurele șopârle veninoase cunoscute.

## Caractere morfologice
Șopârla atinge 70 – 100 cm lungime, ea are un corp lat masiv termintă cu o coadă musculoasă, picioare scurte și gheare puternice, un cap mare, ochii mici. În coada își depozitează rezervele sub formă de grăsime. Pielea este prevăzută cu solzi de culoare neagră cu pete portocolii sau gălbui.

## Arealul de răspândire, mod de viață
Heloderma suspectum trăiește în regiuni deșertice la granița dintre SUA și Mexic. Este un animal nocturn care vânează noaptea, ziua acunzându-se în grote sau sub pietre. Hrana ei constă din ouă de păsări, reptile și nevertebrate mici. Prada este descoperită cu ajutorul organului olfactiv al lui Jacobson din osul nazal (vomer). Șopârla poate trăi fără hrană mai multe luni, trebuind însă din când în când să bea apă.
Femela depune până la 15 ouă în nisip umed din care într-o eclozează puii. Heloderma suspectum trăiește între 20 și 30 de ani, ea fiind o specie periclitată de dispariție.
Otrava este produsă de o glanda submandibulară, care se scurge printr-un canal de-a lungul caninului de pe mandibulă. Șopârla, după ce a mușcat, folosește mișcările de masticație pentru a injecta otrava și pentru a masa țesutul favorizând difuzarea toxinei în corpul pradei. Fără ajutor medical otrava ei poate fi mortală pentru om. Toxina produce tumefiere, edeme și cianoza extremităților însoțite de hipotonie, amețeli, transpirație și șoc circulator. Toxina este o glicoproteină cu acțiune neurotoxică. O fracțiune extrasă din otravă este folosită la tratarea diabetului zaharat de tip 2.

## Galerie

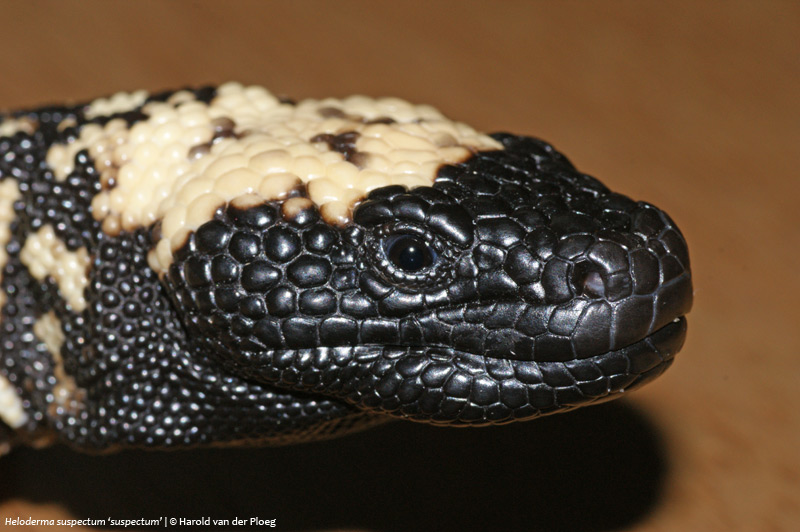
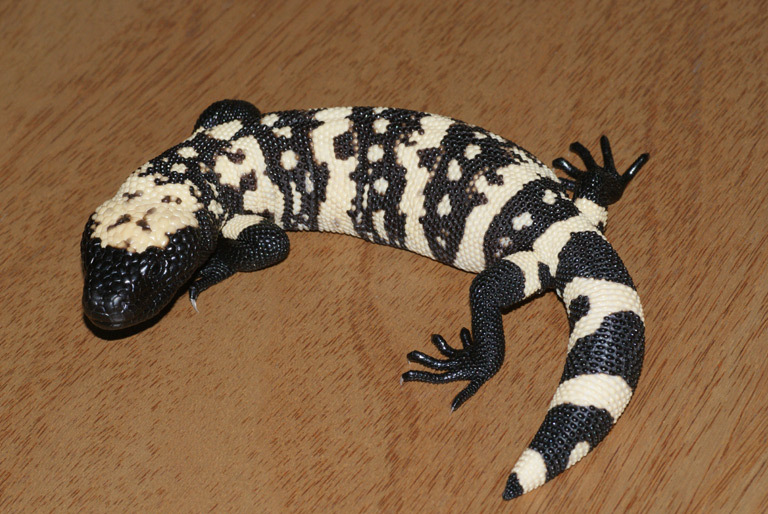
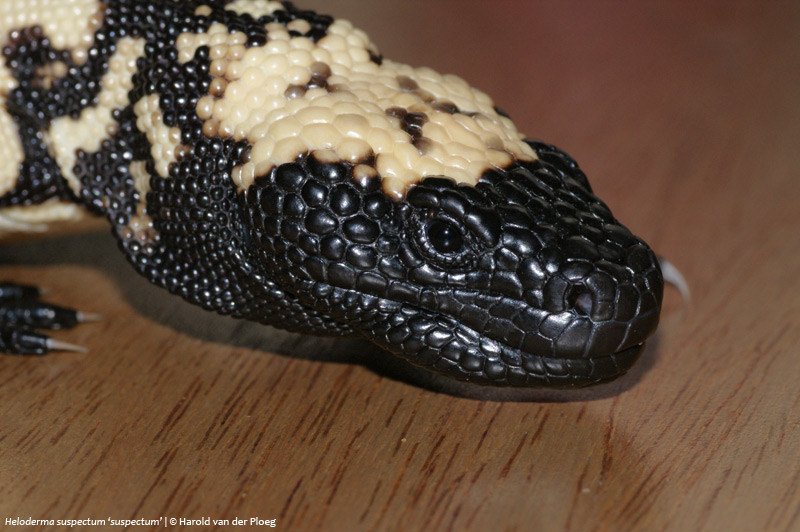
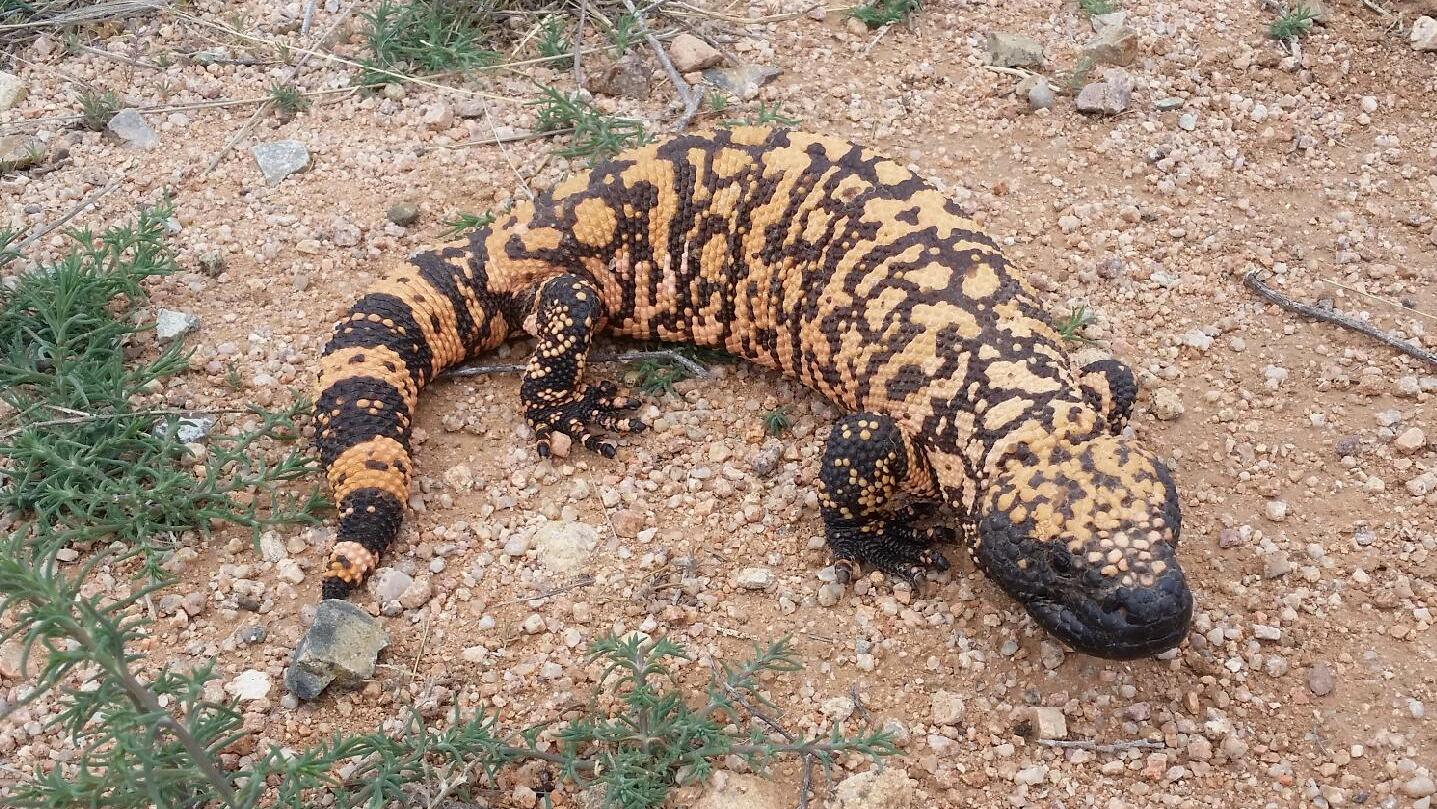
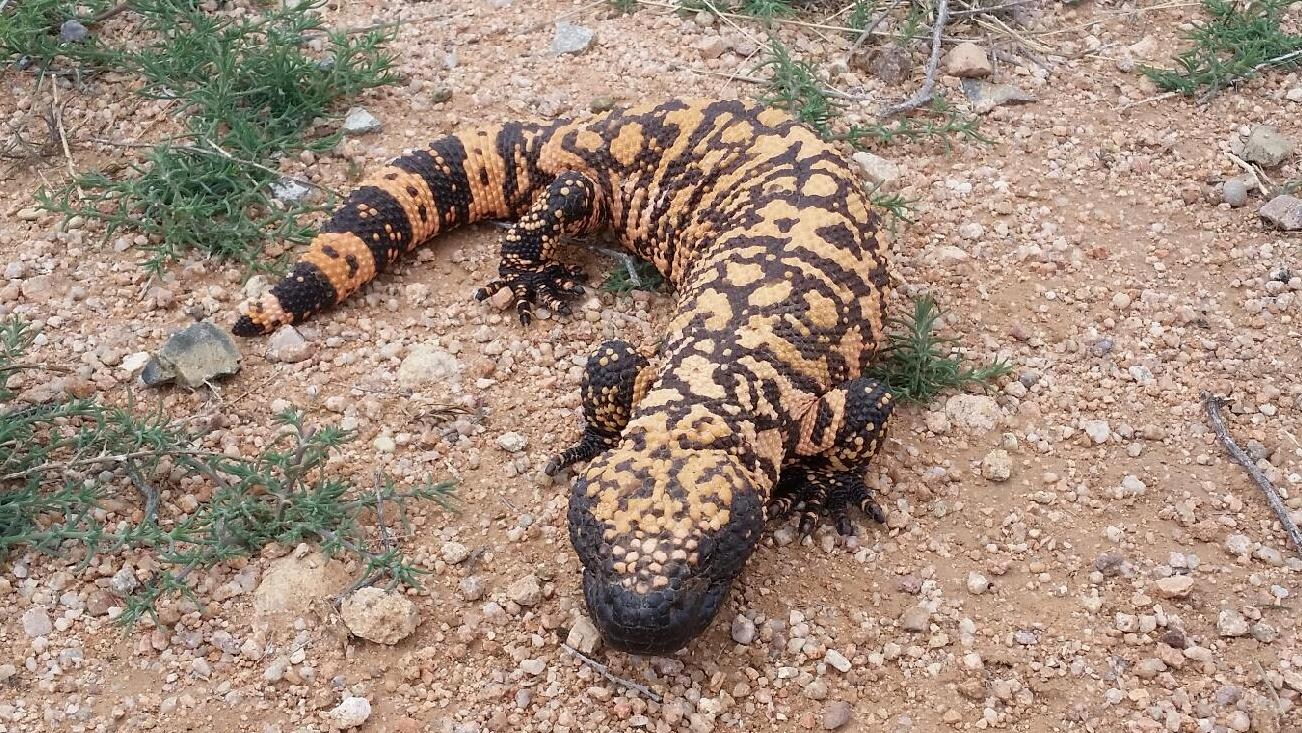